# Luca Hoek
Luca Hoek Le Guenedal (San Pedro de Ribas, 11 de marzo de 2008) es un deportista español que compite en natación, especialista en el estilo libre. Es hijo de padre neerlandés y madre francesa.
Ganó seis medallas en el Campeonato Europeo Junior, dos de plata en 2024 (50 m libre y 4 × 100 m estilos) y cuatro en 2025 (oro en 100 m libre y 4 × 100 m libre mixto, y bronce en 50 m libre y 4 × 100 m estilos).
En el Campeonato Europeo Junior de 2025 estableció dos nuevas plusmarcas de España: 21,99 s en 50 m libre y 48,25 s en 100 m libre.